# Microsoft Windows NT 4.0
Windows NT 4.0 er et styresystem fra Microsoft, udgivet som et professionelt alternativ til Windows 95 i Windows NT-klassen.

## Udgaver
Der eksisterer 4 forskellige udgaver af Windows NT 4.0.

### Workstation
Workstation var beregnet til den almindelige medarbejder, når det ses i professionel sammenhæng. Denne version indeholder derfor ikke lige så mange netværksserver-funktioner som Server og Terminal Server. PWS (Personal Web Server) inkluderet med på CD-Rommen
Altså Beregnet til almindeligt brug. Ofte i professionelle sammenhænge.

### Server
Server er beregnet til administratorer i eks. en virksomhed. Den er også beregnet til netværks-, web- og FTP-server. Server kan køre domæner, så denne er det korrekte valg til et større netværk.

### Terminal Server
Terminal Server er det lidt specielle (men også smarte) ved Windows NT 4. Terminal Server (TS) fungerer ved at alle klienterne arbejder på denne TS. Altså fx har man et netværk med 10 klient-maskiner og én server-maskine.
Her er forklaringen:

Serveren har al data til alle klientcomputerne, liggende på sin harddisk. Klienterne starter systemet over netværket, logger på og arbejder dermed direkte på serverens disk. Dette kan bl.a. være smart til biblioteker, skoler eller andre steder hvor flere maskiner skal have samme indstillinger. Det er billigere da harddiske kan spares. Dog kan det godt køre langsomt, alt efter hastigheden på netværket. Det betyder, at brugeren logger på en klient-maskine.
Skrivebordet der vises på klient-maskinen, er i virkeligheden gemt på TS'en. Dermed kan du have 50 computere der alle deler én harddisk og én printer. Det giver mulighed for centralt, at ændre indstillingerne for alle 50 computere, uden at skulle til at arbejde med hver enkelt. Så man kan spare harddiske hvis man kører med TS

### Embedded
Tekst mangler, hjælp os med at skrive teksten

## Systemkrav

### WorkStation
Minimum:
- Processor: 486DX2-33 MHz
- RAM: 16MB
- Harddiskplads: 110MB
- Video: VGA 640*180 16 Farver
- Input: Tastatur

Anbefalet:
- Processor: 166 MHz
- RAM: 64MB
- Harddisk plads: 250MB
- Video: 800*600 256 Farver
- Input: Tastatur og Mus

### Server
Minimum:
- Samme som WS men 125 MB Harddiskplads

Anbefalet:
- Processor: 200 MHz
- RAM: 64MB
- HDD Plads: 500MB
- Video: 800*600 256 Farver
- Input: Tastatur og Mus